# Varetz
Varetz (prononcer [vaʁɛs] ou [vaʁɛts] ; Varès en occitan) est une commune française située dans le département de la Corrèze en région Nouvelle-Aquitaine.

## Géographie
Varetz est une commune de l'unité urbaine de Brive-la-Gaillarde située entre Objat et Brive-la-Gaillarde, à la confluence de deux rivières : elle est bordée au sud-est par la Vézère et au nord-est par son affluent la Loyre.

### Localisation

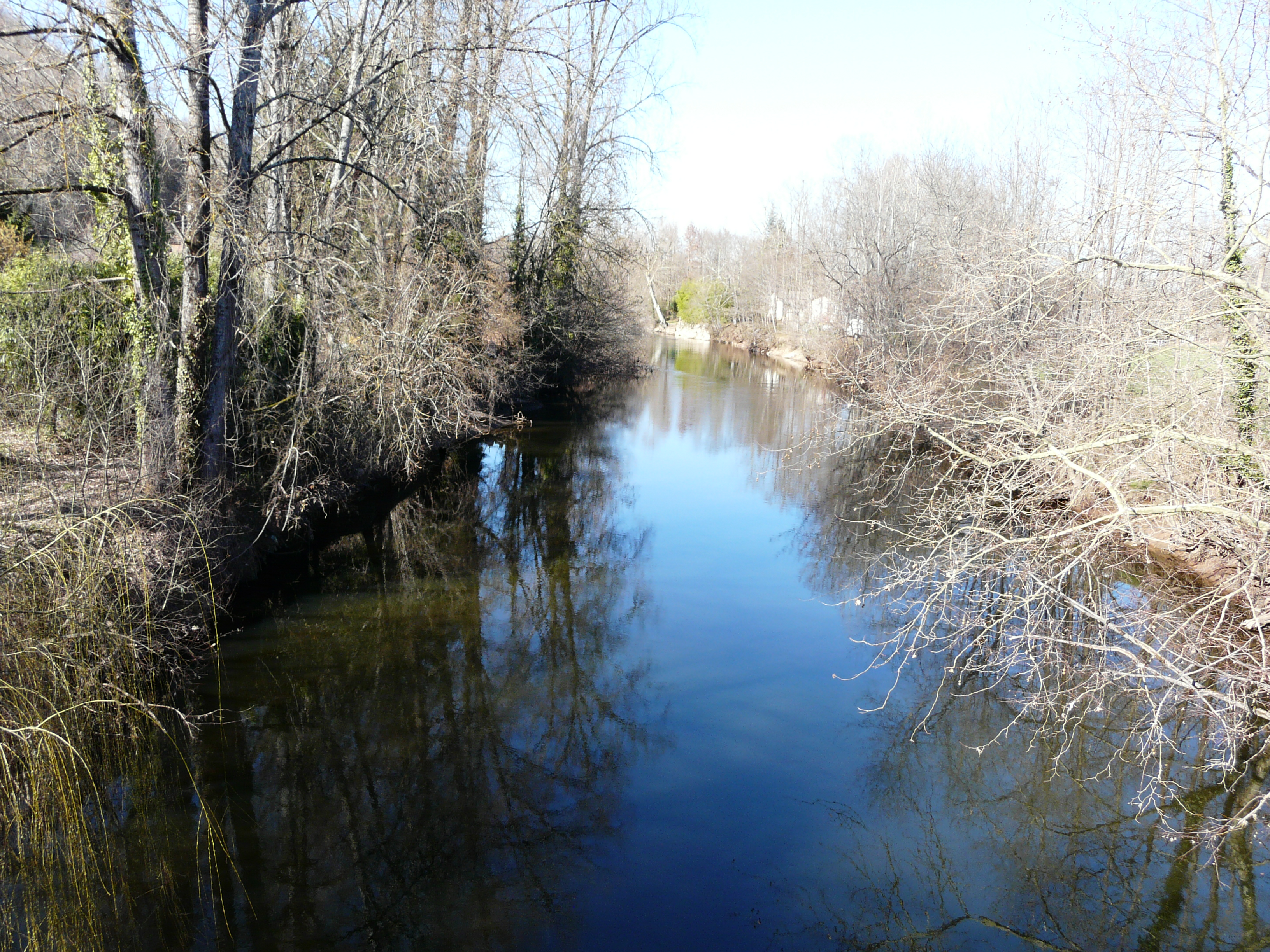
La Vézère en limite de la commune.

Les communes limitrophes sont Allassac, Mansac, Saint-Pantaléon-de-Larche, Saint-Viance, Ussac et Yssandon.

### Climat
Pour des articles plus généraux, voir Climat de la Nouvelle-Aquitaine et Climat de la Corrèze.
Historiquement, la commune est exposée à un climat océanique aquitain.  
En 2020, Météo-France publie une typologie des climats de la France métropolitaine dans laquelle la commune est exposée à un climat océanique altéré et est dans la région climatique  Ouest et nord-ouest du Massif Central, caractérisée par une pluviométrie annuelle de 900 à 1 500 mm, maximale en automne et en hiver.
Pour la période 1971-2000, la température annuelle moyenne est de 12,9 °C, avec  une amplitude thermique annuelle de 15,6 °C. Le cumul annuel moyen de précipitations est de 956 mm, avec 11,3 jours de précipitations en janvier et 7,1 jours en juillet. Pour la période 1991-2020, la température moyenne annuelle observée sur la station météorologique la plus proche, située sur la commune de Brive-la-Gaillarde à 8 km à vol d'oiseau, est de 12,9 °C et le cumul annuel moyen de précipitations est de 903,9 mm,. Pour l'avenir, les paramètres climatiques de la commune estimés pour 2050 selon différents scénarios d’émission de gaz à effet de serre sont consultables sur un site dédié publié par Météo-France en novembre 2022.

## Urbanisme

### Typologie
Au 1er janvier 2024, Varetz est catégorisée commune rurale à habitat dispersé, selon la nouvelle grille communale de densité à 7 niveaux définie par l'Insee en 2022.
Elle appartient à l'unité urbaine de Brive-la-Gaillarde, une agglomération inter-départementale dont elle est une commune de la banlieue,. Par ailleurs la commune fait partie de l'aire d'attraction de Brive-la-Gaillarde, dont elle est une commune de la couronne,. Cette aire, qui regroupe 80 communes, est catégorisée dans les aires de 50 000 à moins de 200 000 habitants,.

### Occupation des sols
L'occupation des sols de la commune, telle qu'elle ressort de la base de données européenne d’occupation biophysique des sols Corine Land Cover (CLC), est marquée par l'importance des territoires agricoles (76,6 % en 2018), en diminution par rapport à 1990 (78,9 %). La répartition détaillée en 2018 est la suivante :
zones agricoles hétérogènes (50,7 %), prairies (23,9 %), forêts (15,6 %), zones urbanisées (7,6 %), terres arables (2 %), zones industrielles ou commerciales et réseaux de communication (0,3 %).
L'évolution de l’occupation des sols de la commune et de ses infrastructures peut être observée sur les différentes représentations cartographiques du territoire : la carte de Cassini (XVIIIe siècle), la carte d'état-major (1820-1866) et les cartes ou photos aériennes de l'IGN pour la période actuelle (1950 à aujourd'hui).

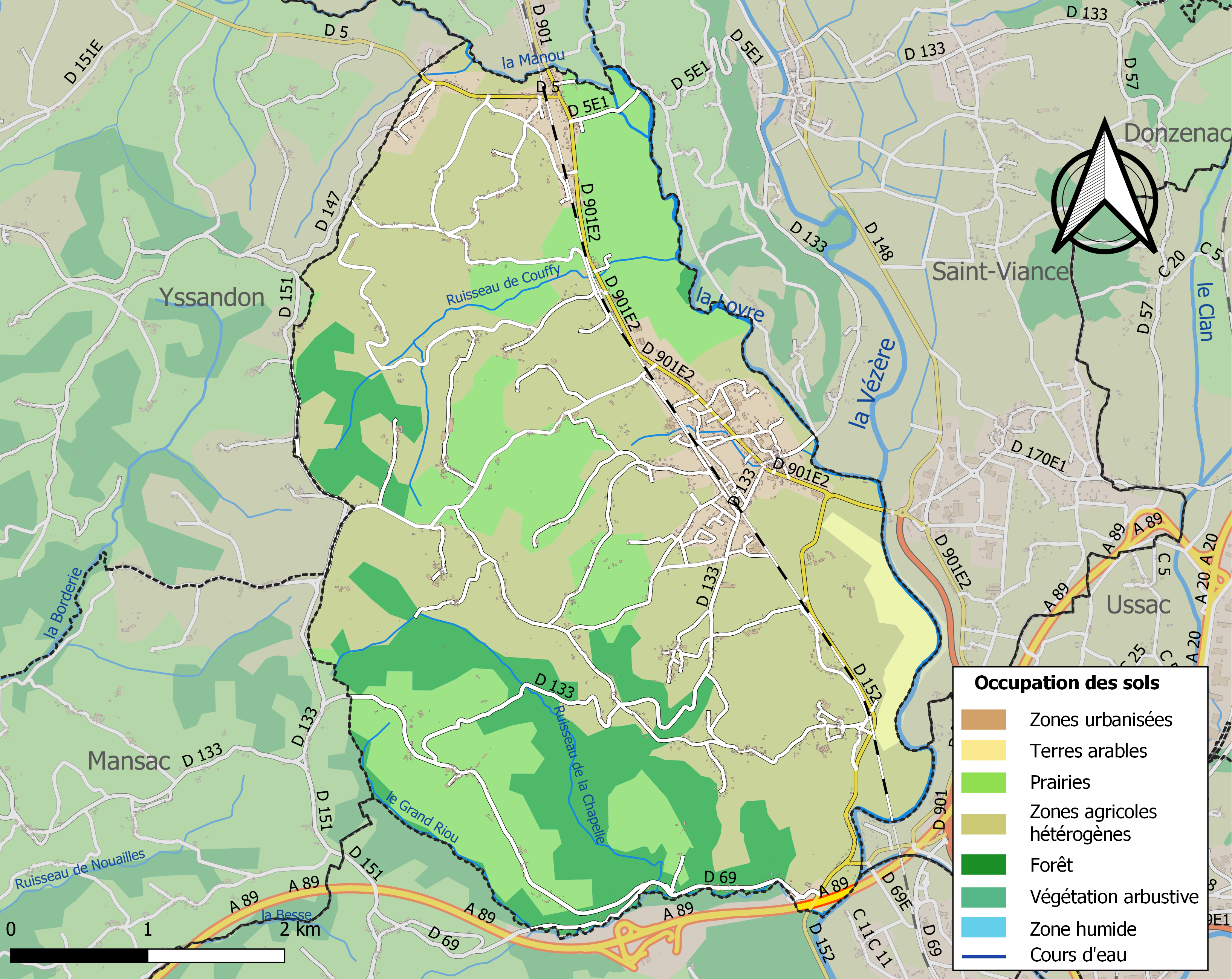
Carte des infrastructures et de l'occupation des sols de la commune en 2018 (CLC).

### Risques majeurs
Le territoire de la commune de Varetz est vulnérable à différents aléas naturels : météorologiques (tempête, orage, neige, grand froid, canicule ou sécheresse), inondations, feux de forêts, mouvements de terrains et séisme (sismicité très faible). Il est également exposé à deux risques technologiques,  le transport de matières dangereuses et la rupture d'un barrage, et à un risque particulier : le risque de radon. Un site publié par le BRGM permet d'évaluer simplement et rapidement les risques d'un bien localisé soit par son adresse soit par le numéro de sa parcelle.

#### Risques naturels

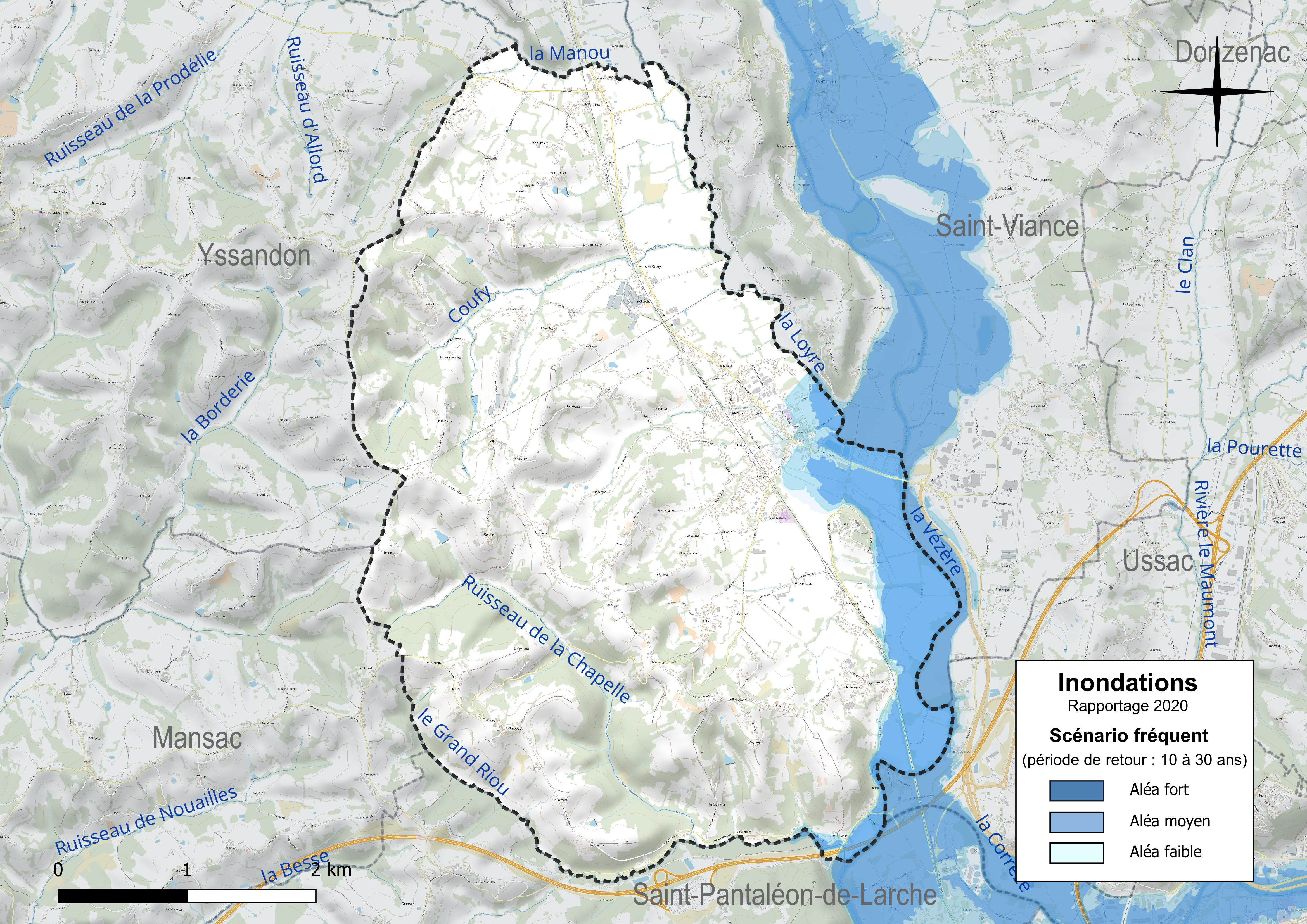
Carte de la zone inondable de la commune définie pour le scénario fréquent, dans le territoire à risque important d’inondation (TRI) Tulle-Brive.

La commune fait partie du territoire à risques importants d'inondation (TRI) de Tulle-Brive, regroupant 20 communes concernées par un risque de débordement de la Corrèze et de la Vézère (17 dans la Corrèze et trois dans la Dordogne), un des 18 TRI qui ont été arrêtés le 11 janvier 2013 sur le bassin Adour-Garonne. Des cartes des surfaces inondables ont été établies pour trois scénarios : fréquent (crue de temps de retour de 10 ans à 30 ans), moyen (temps de retour de 100 ans à 300 ans) et extrême (temps de retour de l'ordre de 1 000 ans, qui met en défaut tout système de protection). La commune a été reconnue en état de catastrophe naturelle au titre des dommages causés par les inondations et coulées de boue survenues en 1982, 1983, 1993, 1994, 1999, 2001, 2008, 2016 et 2021,. Le risque inondation est pris en compte dans l'aménagement du territoire de la commune par le biais du plan de prévention des risques (PPR) inondation « Vézère », approuvé le 29 août 2002. 

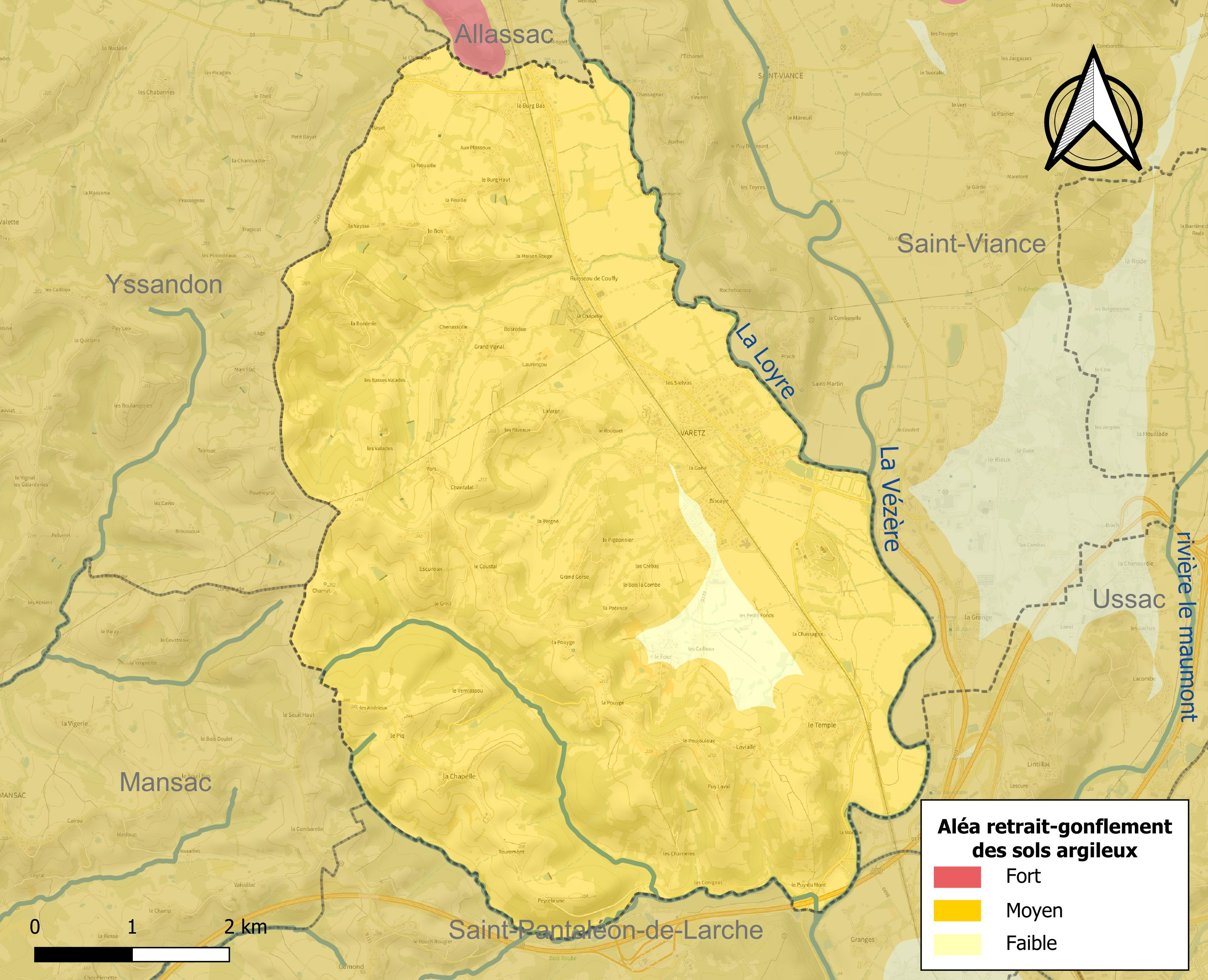
Carte des zones d'aléa retrait-gonflement des sols argileux de Varetz.

La commune est vulnérable au risque de mouvements de terrains constitué principalement du retrait-gonflement des sols argileux. Cet aléa est susceptible d'engendrer des dommages importants aux bâtiments en cas d’alternance de périodes de sécheresse et de pluie. 97 % de la superficie communale est en aléa moyen ou fort (26,8 % au niveau départemental et 48,5 % au niveau national). Sur les 1 079 bâtiments dénombrés sur la commune en 2019,  1 039 sont en aléa moyen ou fort, soit 96 %, à comparer aux 36 % au niveau départemental et 54 % au niveau national. Une cartographie de l'exposition du territoire national au retrait gonflement des sols argileux est disponible sur le site du BRGM,.
Concernant les feux de forêt, aucun plan de prévention des risques incendie de forêt (PPRIF) n’a été établi en Corrèze, néanmoins le code de l’urbanisme impose la prise en compte des risques dans les documents d’urbanisme. Le périmètre des servitudes d'utilité publique et des zones d'obligation légale de débroussaillement pour les particuliers est quant à lui défini pour la commune dans une carte dédiée. 
Concernant les mouvements de terrains, la commune a été reconnue en état de catastrophe naturelle au titre des dommages causés par la sécheresse en 1992, 2018, 2019 et 2020 et par des mouvements de terrain en 1999, 2016 et 2021.

#### Risques technologiques
Le risque de transport de matières dangereuses sur la commune est lié à sa traversée par une route à fort trafic et une canalisation de transport d'hydrocarbures. Un accident se produisant sur de telles infrastructures est susceptible d’avoir des effets graves sur les biens, les personnes ou l'environnement, selon la nature du matériau transporté. Des dispositions d’urbanisme peuvent être préconisées en conséquence. 
La commune est en outre située en aval du barrage de Monceaux la Virolle, un ouvrage de classe A situé en Corrèze et disposant d'une retenue de 20,5 millions de mètres cubes. À ce titre elle est susceptible d’être touchée par l’onde de submersion consécutive à la rupture de cet ouvrage.

#### Risque particulier
Dans plusieurs parties du territoire national, le radon, accumulé dans certains logements ou autres locaux, peut constituer une source significative d’exposition de la population aux rayonnements ionisants. Certaines communes du département sont concernées par le risque radon à un niveau plus ou moins élevé. Selon la classification de 2018, la commune de Varetz est classée en zone 3, à savoir zone à potentiel radon significatif. 

## Démographie
L'évolution du nombre d'habitants est connue à travers les recensements de la population effectués dans la commune depuis 1793. Pour les communes de moins de 10 000 habitants, une enquête de recensement portant sur toute la population est réalisée tous les cinq ans, les populations de référence des années intermédiaires étant quant à elles estimées par interpolation ou extrapolation. Pour la commune, le premier recensement exhaustif entrant dans le cadre du nouveau dispositif a été réalisé en 2007.

En 2022, la commune comptait 2 436 habitants, en évolution de +1,2 % par rapport à 2016 (Corrèze : −0,59 %, France hors Mayotte : +2,11 %).
| 1793  | 1800  | 1806  | 1821  | 1831  | 1836  | 1841  | 1846  | 1851  |
| ----- | ----- | ----- | ----- | ----- | ----- | ----- | ----- | ----- |
| 1 134 | 1 179 | 1 232 | 1 321 | 1 406 | 1 492 | 1 480 | 1 418 | 1 450 |

| 1856  | 1861  | 1866  | 1872  | 1876  | 1881  | 1886  | 1891  | 1896  |
| ----- | ----- | ----- | ----- | ----- | ----- | ----- | ----- | ----- |
| 1 483 | 1 433 | 1 543 | 1 527 | 1 595 | 1 587 | 1 544 | 1 536 | 1 507 |

| 1901  | 1906  | 1911  | 1921  | 1926  | 1931  | 1936  | 1946  | 1954  |
| ----- | ----- | ----- | ----- | ----- | ----- | ----- | ----- | ----- |
| 1 627 | 1 538 | 1 532 | 1 501 | 1 270 | 1 218 | 1 167 | 1 206 | 1 113 |

| 1962  | 1968  | 1975  | 1982  | 1990  | 1999  | 2006  | 2007  | 2012  |
| ----- | ----- | ----- | ----- | ----- | ----- | ----- | ----- | ----- |
| 1 144 | 1 123 | 1 278 | 1 643 | 1 851 | 1 918 | 2 086 | 2 109 | 2 297 |

| 2017  | 2022  | - | - | - | - | - | - | - |
| ----- | ----- | - | - | - | - | - | - | - |
| 2 425 | 2 436 | - | - | - | - | - | - | - |

## Économie
- Minoterie électrique.
- Château-hôtel de Castel Novel.
- Éditions Plume Blanche, maison d'édition indépendante spécialisée dans les littératures de l'imaginaire[33].

## Lieux et monuments
- La statue en buste d'Henry de Jouvenel, sur la place du village, œuvre de Paul Landowski en 1933. (Paul Landowski réalisa entre autres le Christ Rédempteur de Rio de Janeiro).
- L'église Saint-Julien du XIIe, en grès rouge, possède deux chapiteaux romans du XIIe, un petit retable en bois doré de la Contre-Réforme (XVIIe siècle) et un socle de croix du XIVe siècle représentant les Trois Ordres : ceux qui prient, ceux qui guerroient, ceux qui travaillent.
- Le château de Castel Novel, établi sur une motte castrale originelle, entre la Loyre et la Vézère, date en grande partie des XIIIe et XVe siècles. Il est construit en grès rouge lie de vin, couleur de la pierre du village de Varetz. Déjà au XIIe siècle, il est fait mention de Castel Novel. Ce château appartint aux vicomtes de Limoges (fondus dans les ducs de Bretagne), aux Beaupoil de Saint-Aulaire et à leurs descendants les d'Aubusson de La Feuillade, puis il fut racheté par l'actuel propriétaire (qui en a fait un hôtel Relais & Châteaux) à la famille de Jouvenel. L'écrivain Colette y vécut durant les dix ans de mariage avec le baron Henry de Jouvenel[34], avec qui elle eut son unique enfant : Colette de Jouvenel dite Bel-Gazou. Bertrand de Jouvenel, fils de Henry et de sa première femme Sarah-Claire Boas, créa la revue « Futuribles »[35].
- Les Jardins de Colette, créés pour rendre hommage à Colette, l'amoureuse de la nature, ont ouvert leurs portes en mai 2008. Cinq hectares y sont dédiés, six tableaux-paysages représentant les six « vies » et régions où vécut l'écrivain. On peut jouer à se perdre dans un labyrinthe en forme de papillon d'un demi-hectare, à la fois végétal et littéraire.
- Le monument aux morts de 1914-1918 est l'œuvre du sculpteur Émile Oscar Guillaume (1867-1954).

## Personnalités liées à la commune
- Adolphe Rivet (1855-1925), graveur, médailleur et sculpteur, est né à Varetz.
- Léon de Jouvenel (1811-1886), homme politique, maire de Varetz de 1849 à 1864.
- Renaud de Jouvenel (1907-1982), écrivain, éditeur et polémiste français, a vécu à Varetz.
- Pierre Raymond Hector d'Aubusson (1765-1848), comte d'Aubusson de La Feuillade, marquis de Castelnouvel, diplomate et homme politique français, est né à Varetz.

## Héraldique
| Armes de Varetz | Les armes de Varetz se blasonnent ainsi : D'or à la croix ancrée de gueules, au franc-canton d'or à deux lions léopardés de gueules l'un sous l'autre. |